# Klokočov (Čadca)
Klokočov (ungarisch Klokocsóvölgy) ist eine Gemeinde im Okres Čadca des Žilinský kraj im äußersten Norden der Slowakei. Die Zahl der Einwohner belief sich am 31. Dezember 2010 auf 2455 Einwohner.

## Geographie
Die Gemeinde liegt im Bergland Turzovská vrchovina am Bach Predmieranka. Der Ort Klokočov selbst bildet nur einen kleinen Teil der Gemeinde, während die Mehrheit der Bevölkerung in den umliegenden Tälern und Bergen lebt. Klokočov liegt an der Landesstraße 424, die die Gemeinde mit der Stadt Turzovka, acht Kilometer nach Süden sowie mit der tschechischen Gemeinde Bílá, 10 Kilometer westlich des Ortes verbindet.

## Geschichte
Klokočov war in der Vergangenheit Teil der Stadt Turzovka, die im späten 16. Jahrhundert gegründet wurde. Am 15. Mai 1954 wurde das Gebiet der Stadt aufgeteilt und Klokočov wurde zu einer Gemeinde.

## Bevölkerung
| Jahr                | 1994 | 2004    | 2014     | 2024    |
| ------------------- | ---- | ------- | -------- | ------- |
| Anzahl der Personen | 2900 | 2631    | 2325     | 2202    |
| Unterschied         |      | −9,27 % | −11,63 % | −5,29 % |

| Jahr                | 2023 | 2024    |
| ------------------- | ---- | ------- |
| Anzahl der Personen | 2209 | 2202    |
| Unterschied         |      | −0,31 % |